# Calore (Emma)
Calore è un singolo della cantautrice italiana Emma, pubblicato il 16 marzo 2010 come primo estratto dal primo EP Oltre.

## Descrizione
Il brano è stato presentato dall'artista durante il serale della nona edizione di Amici di Maria De Filippi. Calore viene reso disponibile in contemporanea sia per il download digitale che per la rotazione radiofonica.
Nel 2011 Calore è stato incluso nella raccolta Love... per sempre, pubblicata dalla Sony Music, e nella raccolta Top of the Spot, vol. 2 (pubblicata da Universal Music Group), per essere stato inserito come spot della crema solare Bilboa.

### Controversie
Nel 2010 il brano viene accusato di plagio per la forte somiglianza con Baciami adesso di Mietta.

## Video musicale
Il video, per la regia di Gaetano Morbioli, inviato in anteprima il 23 aprile 2010 agli iscritti alla newsletter ufficiale della cantante, è stato reso disponibile il 26 aprile 2010. Il video vede Emma, vestita interamente di bianco nella prima parte, come bianca è anche l'ambientazione e nella seconda con colori più scuri, tra cui spicca un completo nero, raccontare la storia d'amore tra due ragazzi. Il video è stato girato a Verona.

## Tracce
Testi e musiche di Roberto Angelini.
1. Calore – 3:24

## Successo commerciale
Calore ha ottenuto un ottimo successo commerciale, raggiungendo la vetta della Top Singoli e risultando essere il 33° singolo più venduto in Italia nel 2010. Nello stesso anno è stato inoltre certificato disco di platino per le oltre 30 000 download digitali venduti.
In Svizzera il singolo ha debuttato alla 64ª posizione della Schweizer Hitparade, posizione massima ottenuta durante la sua permanenza in classifica.

## Classifiche
| Classifica (2010) | Posizione massima |
| ----------------- | ----------------- |
| Italia            | 1                 |
| Svizzera          | 64                |